# Ljubomir Andrejtschin
Ljubomir Dimitrow Andrejtschin (bulgarisch Любомир Димитров Андрейчин; * 4. April 1910 in Gabrowo, Bulgarien; † 3. September 1975 in Warna) war ein bulgarischer Philologe.

## Leben
Andrejtschin studierte in Sofia Slawistik und spezialisierte sich später in Krakau. An der Universität Sofia führte er als Lehrfach die synchronische Beschreibung der Bulgarischen Sprache ein. 1944 veröffentlichte er die Grundlegende bulgarische Grammatik. Sie gewann eine normative Bedeutung und beeinflusste maßgeblich die Forschung zur bulgarischen Grammatik. In weiteren Arbeiten widmete er sich der modernen bulgarischen Literatursprache. 1957 übernahm er die Funktion des Direktors des Instituts für bulgarische Sprache an der Bulgarischen Akademie der Wissenschaften.